# Манзанарес
Манзанарес (шп. Manzanares) је река у средњој Шпанији.
Дуга је 85 km. Извире на падинама планине Сијера де Гвадарама, а утиче у Јараму притоку реке Тахо. На њеној левој обали лежи Мадрид, главни град Шпаније.
Манзанарес је делом канализована и служи за наводњавање.